# Condac
Condac település Franciaországban, Charente megyében. Lakosainak száma 460 fő (2022. január 1.). Condac Barro, Bioussac, Ruffec és Taizé-Aizie községekkel határos.

## Népesség
A település népessége az elmúlt években az alábbi módon változott:
| Lakosok száma | 327  | 401  | 429  | 472  | 466  | 470  | 477  | 470  | 468  | 460  |
|               | 1968 | 1982 | 1990 | 2006 | 2013 | 2015 | 2017 | 2019 | 2020 | 2022 |